# Diego González Ragel
Diego González Ragel, connu plus simplement comme Ragel, né le 31 mars 1893 à Jerez de la Frontera et mort le 16 novembre 1951  à Madrid, est un photographe espagnol.
Spécialiste de photos sportives et cynégétiques, il collabore dans de nombreuses revues espagnoles et étrangères. Quand la guerre civile espagnole éclate, il participe à des missions d'espionnage pour le camp républicain, notamment dans l'affaire de l'Or de Moscou.

## Biographie

### Jeunesse et débuts
Diego González Ragel naît le 31 mars 1893 à Jerez de la Frontera dans une famille de classe moyenne aisée. Sa mère a une grande sensibilité artistique qu'elle transmet à ses enfants Diego et Carlos, et son père, Diego González Lozano, est un photographe local réputé qui lui apprendra ce qui deviendra son métier Sa mère meurt alors qu'il a 15 ans ; son père ne se consacre plus qu'à son métier et prête peu d'attention à ses enfants,.
À 18 ans, Ragel déménage à Madrid pour travailler comme retoucheur dans l'atelier du portraitiste Kaulak. Cela ne durera pas, car il part en 1913 pour Buenos Aires. Il y travaille comme collaborateur et reporter dans plusieurs revues, dont Caras y Caretas.
Il rentre en Espagne en 1915 et monte son propre studio photographique dans la rue Torrijos de Madrid (désormais appelée Conde de Peñalver), où il vit avec son frère et peintre Carlos González Ragel. Grâce à sa sociabilité et son intérêt pour l'art, les courses hippiques, la chasse et l'automobile, il crée un réseau de connaissances assez large parmi les artistes, intellectuels, sportifs et aristocrates de son époque. Il devient particulièrement ami de Joaquín Sorolla García — fils du peintre Joaquín Sorolla y Bastida —, du peintre Mariano Benlliure, de Óscar Leblanc ainsi que d'autres personnes de l'entourage d'Alphonse XIII, avec lesquels il faisait des parties de chasse régulièrement.

### Carrière de photographe
Ragel abandonne le travail de studio pour se consacrer à la collaboration avec des revues de prestige, telles que Mundo Gráfico, Heraldo Deportivo, La Esfera, Blanco y Negro, Revista Cinegética Ilustrada, Stadium, le journal ABC, ainsi que les étrangères Sport im Bild, Le Sport Universel et The Illustrated London News.
Il couvre en exclusivité les éditions V et VI du Concurso de Ganaderos del Reino (à Madrid, en 1926 et 1930 respectivement), où il reçoit un prix les deux fois, ainsi que les Descensos de Jinetes de la Escuela de Equitación organisées en 1927 par le Marquis de Trujillos (es). Les 16 clichés de ce reportage photographique le rendent célèbre de par leur difficulté technique, la modernité des compositions et l'intérêt pour les prouesses réalisées. La revue Blanco y Negro publie le reportage complet qui sera par la suite acquis par d'autres revues étrangères.
Il réalise par ailleurs quelques commandes pour les architectes Emilio Paramés et J. Rodríguez Cano : un montage qu'ils utilisent pour présenter leur projet de construction de l'Edificio Carrión (es), finalement rejeté.
Ragel réalise aussi de nombreux portraits, notamment de la famille Sorolla, du guitariste Andrés Segovia, de l'écrivain et directeur de la Bibliothèque nationale d'Espagne, Francisco Rodríguez Marín, ainsi que de sa propre famille et de nombreux autoportraits.

### Photographie de guerre
Quand la guerre civile espagnole éclate, il fonde aux côtés d'autres photographes l'Union de reporters graphiques de guerre. En parallèle, il est éditeur graphique pour la revue antifasciste Ferrobellum: Órgano de la Central Metalúrgica, qui se consacre à l'industrie militaire.
Le ministère de la Guerre le charge d'être le photographe personnel de José Riquelme y López-Bago, général républicain à Madrid auprès de qui il restera lors de tout le conflit, et qui lui assignera des tâches d'espionnage.
En 1936, il reçoit une commande clandestine qui consiste à photographier, dans le contexte de l'Or de Moscou, les comptes rendus des opérations réalisées (comprenant les dépenses, les contacts à l'étranger, les signatures des mandataires, etc.) Malgré plusieurs fouilles dans son domicile, où il cache ces clichés, il les sauve et en envoie une copie à l'ambassade argentine en 1937. Quand la guerre prend fin, Franco prend le pouvoir, et Ragel doit alors se débarrasser de la documentation et des fonds photographiques qui peuvent le lier à son activité avec les Républicains. Il remet au nouveau ministère des Finances les négatifs de l'envoi de l'or à l'étranger, contribuant ainsi au rapatriement d'une partie de l'argent.
Après un long procès destiné à mettre la lumière sur les faits, Ragel est réhabilité puis nommé photographe officiel de la Banque d'Espagne en 1941 ; c'est en partie grâce au soutien de ceux qui lui avaient commandé les reproductions secrètes en 1936, comme Manuel Arburúa de la Miyar, alors directeur du Centro Oficial de Contratación de Moneda ou l'avocat d'État José Luís Díaz Innerarity. Ragel avait déjà travaillé à plusieurs reprises pour la Banque d'Espagne, et il avait déjà exprimé le souhait d'y obtenir un poste fixe,.

### Dernière période de sa vie
Après la guerre, il souffre lui aussi d'une certaine pénurie : son dossier personnel à la Banque d'Espagne révèle de nombreuses demandes d'aide économique.
Lors des dernières années de sa vie, Diego González Ragel réalise des travaux routiniers pour le journal ABC (revues Gran Mundo et Arte y Hogar).
Sur un plan plus artistique et personnel, il réalise plusieurs portraits de familiers, prend différentes vues de Madrid et de ses environs, et surtout des reportages de parties de chasse et de courses automobiles.
Peu de temps après la mort de sa fille benjamine, Margarita, en 1945 (6 ans), qu'il vit très mal, il tombe malade puis meurt à l'âge de 58 ans le 16 novembre 1951, des suites d'une leucémie.

## Œuvre
L'œuvre de Ragel est composée de plus d'un millier de photographies (clichés de verre, acétate et négatifs) et est conservée et cataloguée par Carlos González Ximénez, petit-fils du photographe. Pourtant, une grande partie de son travail a disparu ou a été détruite lors de la guerre et post-guerre.
Il y a une grande différence entre les images des années 1920 et celles des années 1930 et 1940. Les premières sont élégantes, impeccables, d'une composition moderne, et témoignent d'une vocation et du plaisir personnel du photographe, notamment par leur thématique : les chevaux, la campagne, les voitures, les femmes, le temps passé avec les amis, etc. Selon María Santoyo, ces photos sont aussi le fruit de l'esprit du temps : un jeune homme aisé des années 1920 était impulsif et avait la foi dans le progrès et la modernité. Il semblait ne pas se prendre au sérieux ni rechercher une transcendance artistique. Les autres images, de la guerre et de l'après-guerre, sont plus une œuvre d'ensemble, documentaire, qui transmet les retombées néfastes du conflit, le besoin de survie et le conformisme d'une société encore traumatisée par la guerre : il fait un portrait de Madrid sensible, mais sans éclat.
Il ne reste rien des photographies résultant de ses missions d'espionnage et de l'Or de Moscou.

### Photographie de chasse
Ragel est un passionné de la chasse, ce qui lui donne un regard de connaisseur. On le sent dans ses photos, avec lesquelles il documente chacun des moments et des aspects de la chasse. Ainsi, il photographie des chasseurs se livrant à une bataille de boules de neige, le rôle des femmes lors des parties de chasse, l'un des meilleurs chasseurs de l'histoire de l'Espagne, Carlos Mitjans y Fritz-James Stuart, ainsi que d'autres personnalités espagnoles de l'époque, dont le roi Alphonse XIII.
Ragel montre une habileté particulière pour l'équilibre et la composition ainsi que pour montrer la nature lors des scènes de chasse.

## Expositions
Diego González Ragel n'a jamais exposé de son vivant. Les expositions qui ont eu lieu sont le fruit du travail de récupération du matériel laissé par Ragel à sa descendance, opéré par Diego González Ximénez (petit-fils) et María Santoyo (arrière-petite-fille).
- Sorolla y la mirada del objetivo[12]. Musée Sorolla, Madrid (2007)
- Madrileños. Un álbum colectivo[13],[14]. Sala Canal de Isabel II, Madrid (26 novembre 2009 - 31 janvier 2010)
- Ragel, reporter fotógrafo[15],[16]. Musée d'histoire de Madrid, Madrid (17 mars 2010 - 30 mai 2010)
- España contemporánea. Fotografía, pintura y moda[17],[18]. Fundación Mapfre, Madrid (3 octobre 2013 - 5 janvier 2014)

## Archivo Ragel
Les « Archives Ragel » sont un ensemble de nombreuses photographies des XIXe et XXe siècles, dont plus de 3 000 négatifs ainsi que des revues, documents et photographies originales de Ragel.
Carlos González Ximénez et María Santoyo se chargent de cataloguer, conserver et diffuser ces archives, notamment au travers des expositions Ragel, reporter fotógrafo, et Monterías y caza menor, ainsi que de numériser les fonds des archives.